# گوارنا
گوارنا (نام علمی: Paullinia cupana) نام یک گونه از تیره ناترکیان است. این گیاه به لطف گیاه‌شناس آلمانی، پائولینی، که در قرن هجدهم هنگام سفر به برزیل، آن را کشف کرد، نام گیاهشناسی خود را به دست آورد. از زمان‌های بسیار قدیم، هندی‌ها نوشیدنی نیرومندی را از گوارانا تهیه می‌کردند، که انرژی لازم را می‌داد، در مبارزه با گرسنگی و افزایش غلظت در هنگام شکار کمک می‌کرد و شمن‌ها از گوارانا به عنوان دارو در معالجه بیماری‌های بدن و روح استفاده می‌کردند.
گوارانا محل جنگل‌های بارانی برزیل و پاراگوئه است. این گیاه در فرم طبیعی خود، یک تاک بادگیر با گل‌های سفید و میوه‌های قرمز است که هسته آن دارای طعم تلخی است. با این حال، در حال حاضر نوع دیگری از گوارانا وجود دارد که در شرایط صنعتی رشد کرده و با بوته ای به طول سه متر رشد می‌کند.
گل گورانا از ماه مارس آغاز می‌شود و تا تابستان اولین محصول میوه برداشت می‌شود که خشک و خاکی است؛ بنابراین، پودری به دست می‌آید که از آن نوشیدنی تحریک کننده تهیه می‌شود، سطح کافئین که در آن بسیار بیشتر از قهوه یا چای است. یک گرم پودر گوارانا حاوی ۴۰ میلی‌گرم کافئین است که قابل مقایسه با نصف فنجان قهوه است. اما بر خلاف کافئین موجود در دانه‌های قهوه، گوارنین (به اصطلاح کافئین موجود در گوارانا) برای مدت زمان طولانی‌تر یعنی شش ساعت روی بدن عمل می‌کند و عوارض جانبی ندارد. گوارنا سرشار از آنتی‌اکسیدان‌ها، کافئین، تئوفیلین و تئوبرومین است و قرن هاست که در طب سنتی برای لاغری و کاهش وزن، تقویت حافظه و درمان خستگی مزمن استفاده می‌شود.